# Бриджтон Тауншип (округ Бакс, Пенсільванія)
Бриджтон Тауншип (англ. Bridgeton Township) — селище (англ. township) в США, в окрузі Бакс штату Пенсільванія. Населення — 1234 особи (2020).

### Клімат
| Клімат : Бриджтон Тауншип | Клімат : Бриджтон Тауншип | Клімат : Бриджтон Тауншип | Клімат : Бриджтон Тауншип | Клімат : Бриджтон Тауншип | Клімат : Бриджтон Тауншип | Клімат : Бриджтон Тауншип | Клімат : Бриджтон Тауншип | Клімат : Бриджтон Тауншип | Клімат : Бриджтон Тауншип | Клімат : Бриджтон Тауншип | Клімат : Бриджтон Тауншип | Клімат : Бриджтон Тауншип | Клімат : Бриджтон Тауншип |
| Показник                  | Січ.                      | Лют.                      | Бер.                      | Квіт.                     | Трав.                     | Черв.                     | Лип.                      | Серп.                     | Вер.                      | Жовт.                     | Лист.                     | Груд.                     | Рік                       |
| Абсолютний максимум, °C   | 20,9                      | 25,5                      | 30,4                      | 34,1                      | 34,5                      | 34,8                      | 38,6                      | 37,1                      | 35,9                      | 31,7                      | 26,6                      | 23,2                      | 38,6                      |
| Середній максимум, °C     | 3,0                       | 4,9                       | 9,6                       | 16,5                      | 21,9                      | 26,6                      | 29,0                      | 28,0                      | 24,2                      | 18,0                      | 11,8                      | 5,4                       | 16,7                      |
| Середня температура, °C   | −1,8                      | −0,3                      | 3,9                       | 10,2                      | 15,6                      | 20,5                      | 23,0                      | 22,1                      | 18,1                      | 11,8                      | 6,4                       | 0,8                       | 10,9                      |
| Середній мінімум, °C      | −6,7                      | −5,6                      | −1,8                      | 3,8                       | 9,2                       | 14,4                      | 17,1                      | 16,3                      | 12,0                      | 5,7                       | 1,1                       | −3,8                      | 5,2                       |
| Абсолютний мінімум, °C    | −25,7                     | −21,2                     | −17,7                     | −8,7                      | −0,3                      | 3,9                       | 7,3                       | 4,3                       | 0,9                       | −5,3                      | −12,6                     | −19,4                     | −25,7                     |
| Норма опадів, мм          | 88                        | 72                        | 96                        | 106                       | 109                       | 110                       | 128                       | 104                       | 113                       | 112                       | 96                        | 103                       | 1236                      |
| Вологість повітря, %      | 68.7                      | 64.8                      | 60.3                      | 58.5                      | 63.1                      | 69.5                      | 69.2                      | 72.3                      | 72.9                      | 71.2                      | 69.6                      | 70.1                      | 67.5                      |
| ------------------------- | ------------------------- | ------------------------- | ------------------------- | ------------------------- | ------------------------- | ------------------------- | ------------------------- | ------------------------- | ------------------------- | ------------------------- | ------------------------- | ------------------------- | ------------------------- |
| Джерело: PRISM            |                           |                           |                           |                           |                           |                           |                           |                           |                           |                           |                           |                           |                           |

## Демографія
Згідно з переписом 2010 року, у селищі мешкало 1277 осіб у 569 домогосподарствах у складі 358 родин. Було 622 помешкання
Расовий склад населення:
| - 98,0 % — білих - 0,5 % — азіатів - 0,4 % — чорних або афроамериканців - 0,1 % — корінних американців |

До двох чи більше рас належало 0,8 %. Частка іспаномовних становила 1,7 % від усіх жителів.
За віковим діапазоном населення розподілялося таким чином: 16,7 % — особи молодші 18 років, 65,4 % — особи у віці 18—64 років, 17,9 % — особи у віці 65 років та старші. Медіана віку мешканця становила 48,4 року. На 100 осіб жіночої статі у селищі припадало 99,2 чоловіків;  на 100 жінок у віці від 18 років та старших — 99,3 чоловіків також старших 18 років.
Середній дохід на одне домашнє господарство  становив 75 334 долари США (медіана — 60 750), а середній дохід на одну сім'ю — 82 502 долари (медіана — 62 857). Медіана доходів становила 60 125 доларів для чоловіків та 37 917 доларів для жінок. За межею бідності перебувало 9,5 % осіб, у тому числі 15,1 % дітей у віці до 18 років та 11,7 % осіб у віці 65 років та старших.
Цивільне працевлаштоване населення становило 629 осіб. Основні галузі зайнятості: роздрібна торгівля — 16,9 %, освіта, охорона здоров'я та соціальна допомога — 16,7 %, виробництво — 12,4 %, будівництво — 11,9 %.